# MIDI
MIDI (en: Musical Instrument Digital Interface, ro: Interfață Digitală pentru Instrumente Muzicale) este un protocol de comunicații standard definit în anul 1982 de International MIDI Association (IMA). Standardul MIDI 1.0  permite instrumentelor muzicale electronice cum ar fi claviaturile electronice sau computerele să comunice, să se controleze reciproc sau să se sincronizeze.

MIDI nu transmite semnale sau informații audio, ci „mesaje de eveniment“ cum ar fi înălțimea sau intensitatea notei de reprodus, sau semnale de control a unor parametri ca volumul, repartizarea stereo, efectul de vibrato sau semnalul de ceas pentru stabilirea tempo-ului. Este foarte cunoscut și folosit ca protocol electronic în industrie.

## Interfața

Schema unui conector MIDI

Interfața fizică MIDI folosește conectori DIN5/180°. Sunt folosite conexiuni opto-izolatoare pentru a nu utiliza bucle de împământare a dispozitivului MIDI. MIDI este bazat pe o rețea topologică, având un emițător-receptor în fiecare dispozitiv. Ambele separă linia de intrare și de ieșire, însemnând că mesajele MIDI recepționate de un dispozitiv din rețea vor fi transmise prin linia de ieșire (MIDI-OUT). Din cauza aceassta poate apărea o întârziere sesizabilă la rețelele MIDI mai mari. Porțile MIDI-THRU au început să fie adăugate la echipamentul MIDI aproape odată cu introducerea MIDI, pentru a îmbunătăți performanțele.Prin folosirea acestor porți se evită întârzierea menționată mai înainte la linia de ieșire MIDI-OUT prin legarea liniei de intrare MIDI-IN cu MIDI-THRU aproape în mod direct. Diferența dintre portul MIDI-THRU și linia MIDI-OUT este aceea că datele care vin de la linia de ieșire MIDI-OUT au fost create de despozitivul care conține poarta aceea, iar datele care vin de la poarta MIDI-THRU sunt copii exacte a datelor primite de linia de intrare (nu apare nicio pierdere din semnalul trimis).
Asemenea conectări a instrumentelor prin MIDI-THRU nu mai sunt necesare odată cu folosirea modulelor MIDI constituite dintr-un conector MIDI-IN și conectori MIDI-OUT multipli, conectați la mai multe instrumente. Unele echipamente au capabilitatea de a combina mai multe date MIDI într-un singur flux de mesaje MIDI, dar aceasta este o funcție specializată și nu este valabilă pentru toate dispozitivele.
Toate instrumentele compatibile MIDI au o interfață MIDI deja montată. Unele plăci de sunet de calculator au deja montată o interfață MIDI, pe când altele au nevoie de o interfață externă care să fie conectată la calculator prin USB, FireWire sau prin Ethernet. Conectorii MIDI sunt definiți de standardul interfeței MIDI. După anul 2000, calculatoarele echipate cu USB au crescut în număr, în consecință companiile au început să facă o punte între USB și MIDI. Pe lângă aceasta, calculatoarele au fost folosite tot mai des în compunerea muzicii, ca răspuns companiile producând controllere MIDI echipate cu USB pentru a putea fi folosite cu softurile de muzică și sintetizatoarele soft.

## Legături externe
- Site-ul oficial MIDI.org